# Kausalhaftung
Kausalhaftung ist in der Rechtsprechung und Gesetzgebung zum Zivilrecht der Schweiz gebräuchlich. Das Wort Kausal (von lateinisch causa ‚Ursache‘) bedeutet, dass man auch dann die Haftung übernehmen muss, wenn kein eigenes Verschulden vorhanden ist. Teilweise wird aber auch die Meinung vertreten, dass es sich auch bei den Kausalhaftungen letztlich um eine Verschuldenshaftung handelt, da lediglich die Beweislast bezüglich des Verschuldens umgekehrt wird. Dies aus der Überlegung heraus, dass die meisten Kausalhaftungen einen Entlastungsbeweis vorsehen (siehe beispielsweise die Tierhalterhaftung (Art. 56 OR) oder die Geschäftsherrenhaftung (Art. 55 OR)).
Folgende Punkte müssen erfüllt sein, damit jemand wegen der Kausalhaftung zur Rechenschaft gezogen werden kann:
- ein vorhandener Schaden,
- der Schädiger handelte widerrechtlich
- Ursache und Wirkung müssen zusammenhängen (Kausalzusammenhang)

Es kann, muss aber kein Verschulden vorhanden sein. Die Kausalhaftung ist vor allem bei der Tierhaftung, Werkeigentümerhaftung, Haftung der Eltern für ihre Kinder, Motorfahrzeughalterhaftung, Produkthaftpflicht bekannt.
Beispiel: Ein Autofahrer fährt vorsichtig und vorschriftsgemäss eine Strasse entlang. Ein spielendes Kind rennt auf die Strasse und wird durch den Autofahrer verletzt. Auch wenn den Fahrzeuglenker keine Schuld trifft, haftet er für das verletzte Kind.
Die Kausalhaftung nach Art. 273 Abs. 1 SchKG des Arrestgläubigers greift nicht bei einem mangelhaften Arrestvollzug.
Im deutschen Recht spricht man beim gleichen rechtlichen Phänomen der Haftung ohne Verschulden bei der Nutzung gefährlicher Gegenstände von Gefährdungshaftung (vgl. Deliktsrecht).